# Bramatherium
Bramatherium (букв. «звір Брахми») — викопний рід жирафів, який поширювався від Індії до Туреччини в Азії. Він тісно пов'язаний з більшим Sivatherium.

## Опис
Брахматерій був дуже схожим на сиватерія. У житті він був би схожий на огрядного міцно збудованого окапі та мав схожий на корону набір з чотирьох видовжених осиконів — осифікацій, схожих на жирафові роги. Його скам'янілості, зокрема, зуби, вказують на те, що брахматерії мешкали в лісах й на болотистих місцинах.